# Билгарево
Билгаре́во (болг. Българево) — село в Добрицькій області Болгарії. Входить до складу общини Каварна.

## Населення
За даними перепису населення 2011 року у селі проживала 1321 особа.
Національний склад населення села:
| Національність   | Кількість осіб | Відсоток |
| ---------------- | -------------- | -------- |
| болгари          | 1262           | 97,8%    |
| цигани           | 17             | 1,3%     |
| турки            | 0              | 0%       |
| інша             | 9              | 0,7%     |
| не визначились   | 3              | 0,2%     |
| Всього відповіли | 1291           |          |

Розподіл населення за віком у 2011 році:
Динаміка населення: